# Bele Vode (Čukarica)
Pour les articles homonymes, voir Bele Vode.
Bele Vode (en serbe cyrillique : Беле Воде) est un quartier de Belgrade, la capitale de la Serbie. Il est situé dans la municipalité de Čukarica. En 2002, il comptait 14 255 habitants.

## Bele Vode
Le quartier de Bele Vode, dans le sud-ouest de Belgrade, est en fait un sous-quartier de Žarkovo. Il s'étend à l'ouest de l'Ibarska magistrala, la route de l'Ibar) Il est entouré par les quartiers de Žarkovo (au nord), de Cerak (à l'est), de Rupčine (au sud) et de Makiš (à l'ouest).
Bele Vode, dont le nom signifie « les eaux blanches », est connu pour ses installations hydrauliques qui alimentent la ville.

## Azbestno Naselje
En 1966, un ensemble de 28 bâtiments fut construit au centre de Bele Vode ; à l'origine, il s'agissait de logements conçus pour être occupés pendant dix ans. Cependant, dix ans plus tard, les habitants ne furent pas relogés et, au milieu des années 1990, on constata qu'une grande quantité d'amiante avait été utilisée pour remplacer le béton, raison pour laquelle l'occupation des lieux avait été limitée à dix ans. Les habitants engagèrent une campagne visant à la démolition de l'ensemble. Le quartier fut alors communément désigné sous le nom d'Azbestno Naselje, ce qui, en serbe, signifie la « localité de l'amiante ». La démolition de 14 bâtiments a été entreprise en juin 2006 mais la destruction de l'ensemble doit durer jusqu'en 2011. Ce délai est dû au fait qu'au cours de la destruction de chaque immeuble l'amiante doit être traitée de façon à ne pas nuire gravement à l'environnement.